# Kopina (Karkonosze)
Kopina, na niektórych mapach Kopista (niem. Kuppenberg, 910 m n.p.m.) – szczyt w Karkonoszach, w obrębie Lasockiego Grzbietu.
Położony w środkowej części Lasockiego Grzbietu, pomiędzy Łysociną na północy a Czepielą na południu. Sam wierzchołek wznosi się na wschód od grzbietu. Od Kopiny odchodzi ku północnemu wschodowi boczny grzbiet z Owczarką, Pańską Górą, Zagórzem, Książęcą Kostką i Przednią oraz mniej wyraźny grzbiet ku wschodowi z Kopczykiem.
Zbudowany ze skał metamorficznych wschodniej osłony granitu karkonoskiego – głównie zieleńców.
Wierzchołek i stoki porośnięte lasami.